# Ludwig Reiter (Psychotherapeut)
Ludwig Reiter (* 1938) ist ein österreichischer Psychiater und Psychotherapeut. Er war ursprünglich Psychoanalytiker, gilt jedoch als Pionier der Systemischen Therapie. Er war lange in der Universitätsklinik für Tiefenpsychologie und Psychotherapie und als Leiter des Instituts für Ehe- und Familientherapie in Wien tätig und gründete 1986 die Österreichische Arbeitsgemeinschaft für systemische Therapie und systemische Studien (ÖAS).

## Rang
„Bald nachdem das […] Buch 1988 in der ersten Auflage erschien, wurde sein Titel zu einem geflügelten Wort. Es markierte einen Wendepunkt in der Entwicklung von interpersonellen Therapiekonzepten: weg von einer externen Sicht auf Mehrpersonenkonstellationen hin zu einer beobachterabhängigen Sicht auf Systemkonstruktionen. Auswahl und Qualität der Beiträge waren beispielgebend, so daß es trotz seines sehr hohen Anschaffungspreises seit einigen Jahren vergriffen war.“

## Zum Werk
Zusammen mit allen namhaften deutschsprachigen Familientherapeuten der Zeit war er 1971 Gründungsmitglied der Internationalen Arbeitsgemeinschaft für Familienforschung und Familientherapie (AGF). Sein 1983 veröffentlichtes Buch Gestörte Paarbeziehungen wird im Vorwort von seinem damaligen Vorgesetzten am Institut für Tiefenpsychologie und Psychotherapie der Universität Wien, Hans Strotzka, wie folgt beschrieben: „Das vorliegende Buch […] ist ein sehr typischer Beweis für Ludwig Reiters Arbeitsweise. Ein enormer Literaturhintergrund […] gibt die Möglichkeit zu einer hoch entwickelten statistischen Analyse eines großen klinischen Materials, die dann zu lebensnahen klinischen, therapie- und praxisrelevanten sowie originellen Typenschilderungen umgewandelt wird“.
1986 veröffentlicht er – gemeinsam mit Egbert Steiner – zwei Arbeiten in der Familiendynamik, die als theoretisch ungewöhnlich anspruchsvoll gelten. Der eine behandelt
Turing-Maschinen und autopoietische Systeme, der andere vergleicht Modelle sozialer Systeme, eine frühe Auseinandersetzung von Therapeuten mit der Systemtheorie Luhmanns. Ludwig Reiter hat damit den Übergang von der Psychoanalyse und der damit verbundenen Familientherapie zur systemischen Therapie theoretisch vollzogen. 1988 erscheint der „Klassiker“ Von der Familientherapie zur systemischen Perspektive, gemeinsam mit seiner Frau, Stella Reiter-Theil, und mit Ewald J. Brunner herausgegeben, in dem „gleichsam der allgemein Interessierte und der Freak auf eine unerschöpfliche Fundgrube“ trifft. 1986 gründet er auch die ÖAS-Zeitschrift Systeme, die mittlerweile gemeinsam mit der Systemischen Gesellschaft in Berlin herausgegeben wird. Die Zeitschrift „System Familie“ gründete er 1988 zusammen mit E.J. Brunner und war mit diesem gemeinsam drei Jahre lang Schriftleiter. Das Anliegen dieser Zeitschrift war es besonders, zum Brückenschlag zwischen Forschung und Praxis beizutragen. In der ersten Ausgabe wird dem amerikanischen Familientherapeuten Lyman Wynne breiter Platz eingeräumt. 1989 kommt es zu einer Kontroverse mit Fritz B. Simon, dem Ludwig Reiter in einem offenen Brief in System Familie vorwirft, sich ungenannter Quellen bedient zu haben und unverdiente Originalität zu beanspruchen. 1998 zog er sich aus allen Funktionen zurück. Eine umfassende Würdigung des Lebenswerks von Ludwig Reiter findet sich in Loth (2008; siehe „Über Ludwig Reiter“).

## Publikationen
- (mit Johannes E. Brunner, Stella Reiter-Theil, Hrsg.): Von der Familientherapie zur systemischen Perspektive. Springer, Berlin 1988; 1997 (2., völlig überarbeitete Auflage) ISBN 3-540-62683-2
- (mit Corina Ahlers, Hrsg.): Systemisches Denken und therapeutischer Prozess. Springer 1991, ISBN 3-540-53531-4
- (mit Egbert Steiner): Zum Verhältnis von Individuum und sozialem System: Hierarchie, strukturelle Koppelung oder Interpenetration? (PDF; 240 kB). In: Familiendynamik 11(4) (1986), S. 325–342.
- Theorie und Praxis der systemischen Familientherapie. Facultas, Wien 1986, ISBN 3-85076-192-4
- Gestörte Paarbeziehungen. Vandenhoeck & Ruprecht, Göttingen 1983

### Über Ludwig Reiter
- Joachim Hinsch: Dein Institut – und was daraus geworden ist. systeme 12 (1) (1998), 8–12
- Tom Levold: Ludwig Reiter zum 70. Geburtstag. systemagazin, 21. Februar 2008
- Wolfgang Loth: Ludwig Reiter zum 70., systeme 22(1), siehe auch https://www.academia.edu/24058883
- Kurt Ludewig: Begegnungen mit einem vielseitigen Mann – zum beruflichen Abschied von Ludwig Reiter. systeme 12 (1) (1998), 3–7

## Nachweise
1. ↑  Rezension in Systhema, 3 (1998)
2. ↑  Kurt Ludewig: Begegnungen mit einem vielseitigen Mann – zum beruflichen Abschied von Ludwig Reiter. systeme 12 (1) (1998), 4